# Hugo Moreno
Hugo Alberto Moreno (Tucumán, Argentina) es un exfutbolista argentino que jugaba como defensor.

## Trayectoria

### Atlético Tucumán
Moreno debutó en Atlético Tucumán en 1974. En su primer año jugó el Nacional 1974, mayormente como suplente. En 1975 se coronó campeón tucumano y tuvo un gran Campeonato Nacional. En dicho torneo terminó primero en su grupo y avanzó a la fase final del certamen. En 1977 se consagró campeón de la Liga Tucumana.

### San Lorenzo
En 1978 pasó a San Lorenzo, junto a René Alderete, Humberto Baigorria y Osvaldo Cristofanelli. En 1982 se consagró campeón de la B Metropolitana y logró el ascenso del cuervo.

### Estudiantes de La Plata
En el año 1983 se sumó a Estudiantes de La Plata. Con el pincha se consagró campeón, por primera vez en su historia, del campeonato nacional.

### Atlético Tucumán
En 1986 regresó a San Miguel de Tucumán, para jugar en Atlético Tucumán. Con el decano se consagró campeón de la Liga Tucumana de 1986.

## Clubes
| Club                    | País      |
| ----------------------- | --------- |
| Atlético Tucumán        | Argentina |
| San Lorenzo             | Argentina |
| Estudiantes de La Plata | Argentina |

## Palmarés
| Título                     | Equipo                  | País      | Año  |
| -------------------------- | ----------------------- | --------- | ---- |
| Liga Tucumana              | Atlético Tucumán        | Argentina | 1975 |
| Liga Tucumana              | Atlético Tucumán        | Argentina | 1977 |
| Liga Tucumana              | Atlético Tucumán        | Argentina | 1986 |
| B Metropolitana            | San Lorenzo             | Argentina | 1982 |
| Primera División Argentina | Estudiantes de La Plata | Argentina | 1983 |